# Miguel Ángel de Quevedo (métro de Mexico)
Miguel Ángel de Quevedo est une station de la Ligne 3 du métro de Mexico, située au sud de Mexico, dans la délégation Álvaro Obregón et Coyoacán.

## La station
La station ouverte en 1983, tire son nom de la proximité de l'avenue Miguel Ángel de Quevedo (1859-1946). Ce célèbre ingénieur mexicain consacra une grande partie de sa vie à l'étude de la flore, au point d'être surnommé l'« apôtre de l'arbre », d'où le symbole de la station qui représente un arbre.